# Крута (балка)
Крута (рос. Б. Крутая) — балка (річка) в Україні у Синельниківському районі Дніпропетровської області. Ліва притока Осокорівки (басейн Дніпра).

## Опис
Довжина балки приблизно 9,45 км, найкоротша відстань між витоком і гирлом — 8,94  км, коефіцієнт звивистості річки — 1,06 . Формується декількома балками та загатами. На деяких ділянках балка пересихає.

## Розташування
Бере початок на північно-західній стороні від села Новоолександропіль. Тече переважно на північний захід і на південно-східній околиці села Мар'ївське вадає у річку Осокорівку, праву притоку Плоскої Осокорівки.

## Цікаві факти
- У XIX столітті біля балки існував сконий двір[1].
- У пригирловій частині балку перетинає автошлях М18[2] (автомобільний шлях міжнародного значення на території України. Проходить територією Харківської, Дніпропетровської, Запорізької, Херсонської областей та АРК. Збігається з частиною європейського маршруту E105 (Кіркенес — Санкт-Петербург — Москва — Харків — Ялта)).